# Alex Coal
Alex Coal (Las Vegas, Nevada; 5 de junio de 1991) es una actriz pornográfica, modelo erótica y camgirl estadounidense.

## Biografía
Tras terminar el instituto trabajó en diversos negocios, desde servicio al cliente hasta administración, a lo largo de los años. Comenzó a realizar sus primeros shows en línea como modelo de cámara web, primero de medio tiempo y posteriormente de tiempo completo. En 2015, animada por su novio el actor y productor pornográfico Michael Masters, decidió buscar un agente, consiguiendo ser representada por la agencia Hussie Models. Grabó sus primeras escenas ese año, debutando a los 24 años de edad.
Como actriz, ha trabajado con estudios como Blacked, Evil Angel, Girlfriends Films, Twistys, New Sensations, Digital Sin, Devil's Film, Mofos, Reality Kings, Jules Jordan Video, Pure Taboo, Brazzers, Naughty America, Nubile, Zero Tolerance, entre otros.
En 2020 consiguió sus primeras nominaciones en los Premios AVN en las categorías de Mejor escena de sexo lésbico, junto a Prinzzess por Lesbian Obsessions 3, y a la Mejor escena de sexo oral por la escena Swallow Salon Welcomes Alex Coal to Give a Naughty POV Blowjob.
Fue elegida Hustler Honey de la revista Hustler en enero de 2021.
Ha rodado más de 610 películas como actriz.
Algunos trabajos suyos son 5K Porn 3, Blacked Raw V28, Evil Starlets, Hotwife Rubdown, Lesbian House Hunters 19, Manhandled 12, Net Skirts 19.0, Path To Forgiveness, Sensual Seductions, Teen Lesbians 2 o While He Watches 2.

## Premios y nominaciones
| Año  | Ceremonia                   | Resultado | Premio                                   | Trabajo                                                        |
| ---- | --------------------------- | --------- | ---------------------------------------- | -------------------------------------------------------------- |
| 2020 | Premios AVN                 | Nominada  | Mejor escena de sexo lésbico             | Lesbian Obsessions 3                                           |
| 2020 | Premios AVN                 | Nominada  | Mejor escena de sexo oral                | Swallow Salon Welcomes Alex Coal to Give a Naughty POV Blowjob |
| 2020 | Premios AVN                 | Nominada  | Premio fan: Debutante más caliente       | —                                                              |
| 2020 | Spank Bank Awards           | Nominada  | Fabulous Footjob Artisan of the Year     | —                                                              |
| 2020 | Spank Bank Awards           | Nominada  | Fucking Nerd of the Year                 | —                                                              |
| 2020 | Spank Bank Awards           | Ganadora  | Hand Job Heroine of the Year             | —                                                              |
| 2020 | Spank Bank Awards           | Nominada  | Oral Authority of the Year               | —                                                              |
| 2020 | Spank Bank Techincal Awards | Ganadora  | Most Improved 'Fan Sign' Model           | —                                                              |
| 2021 | Premios AVN                 | Nominada  | Mejor escena de sexo lésbico en grupo    | Lesbian Squirting Gangbang 2                                   |
| 2021 | Premios AVN                 | Nominada  | Mejor escena de sexo en realidad virtual | Wet Sluts                                                      |
| 2021 | Premios AVN                 | Nominada  | Mejor escena de trío H-M-H               | Double Trap                                                    |
| 2021 | Premios AVN                 | Nominada  | Mejor escena de trío M-H-M               | Dildo Fight!                                                   |
| 2021 | Premios XBIZ                | Nominada  | Mejor escena de sexo en realidad virtual | The Dorm Room: Back to School Edition                          |
| 2022 | Premios AVN                 | Nominada  | Mejor escena de sexo lésbico en grupo    | Stealing My Brother’s Girlfriend                               |
| 2022 | Premios AVN                 | Nominada  | Mejor escena de trío H-M-H               | May 2021 Fantasy of the Month                                  |
| 2023 | Premios AVN                 | Nominada  | Mejor actriz en mediometraje             | What's So Special About Her?                                   |
| 2024 | Premios AVN                 | Nominada  | Mejor escena de sexo lésbico en grupo    | Girl Crushes                                                   |
| 2025 | Premios AVN                 | Nominada  | Mejor actuación solo / tease             | Wednesday XXX: A Porn Parody                                   |
| 2025 | Premios XMA                 | Nominada  | Mejor escena de sexo en realidad virtual | Wet and Wild in Hollywood                                      |